# Jaume Vilalta

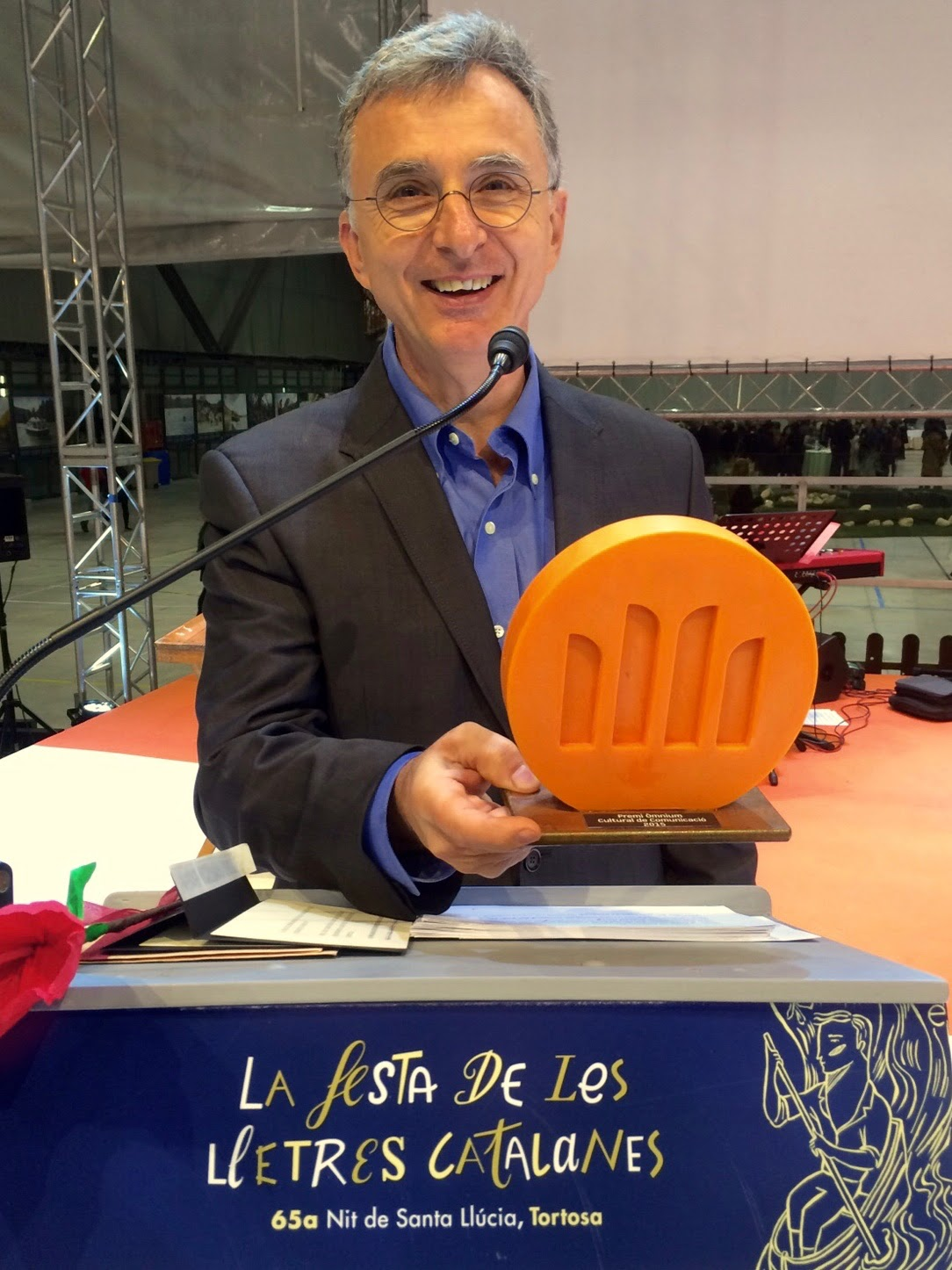
Jaume Vilalta

Jaume Vilalta (n. Barcelona, 1956) es periodista y profesor de la Universidad Pompeu Fabra, (UPF), de Barcelona, donde imparte Teoría de los Lenguajes Audiovisuales. 
Es director del espacio de divulgación de la ciencia, Quèquicom, que se emite desde 2006 en Televisión de Cataluña (TV3, C33).
Obtuvo el Premio Ortega y Gasset de Periodismo y el Premio Ondas Internacional de Televisión en 1988 por sus reportajes en el espacio "30 Minuts" de TV3.
Fue el creador y primer director del programa de reportajes Línea 900 emitido por La 2 de TVE desde 1990 hasta 2007. Este programa sacó a la luz el caso del tetrapléjico gallego Ramón Sampedro con el documental Eutanasia: morir para vivir realizado con Laura Palmés y Miguel Ángel Martín. En este período obtuvo el Premio Imserso 1992 y una Mención de Honor como mejor programa de televisión en 1993; el premio de comunicación y bienestar social y el Ciudad de Barcelona de comunicación (éste en dos ocasiones), ambos otorgados por el Ayuntamiento de Barcelona.
Posteriormente dirigió la agencia francesa CAPA en España y el espacio documental 24 Horas en Canal Plus.
Otros reconocimientos profesionales:
- Mención de Honor del Prix Jean d'Arcy (TF1, 1999).
- Mención del Premio de Investigación del Consejo Audiovisual de Cataluña en 2004.
- Premio Internacional Novo Nordisk por el programa Quèquicom dedicado a la diabetes en 2008.
- Premio Boheringer de Periodismo en Medicina en 2008 por El cordón que dona vida" sobre la donación de cordón umbilical y el tratamiento de la leucemia, y 2009 por Un presidente contra el alzheimer sobre Pasqual Maragall.
- VI Premio Periodístico de Seguridad Vial, 2009, junto a Miquel Piris y Dani Vallvé.
- Placa Narcís Monturiol al mérito científico y tecnológico, 2009, otorgado por la Generalidad de Cataluña a su programa Quèquicom.
- Premio Jaume Aiguader i Miró de la Academia de Ciencias Médicas y de la Salud de Cataluña y Baleares, 2010, por un capítulo sobre las células madre de Quèquicom
- Premio Ciencia en Acción de Divulgación Científica 2010 otorgado a Quèquicom por el conjunto de sus programas
- Premio Zapping 2010 otorgado por TAC, Telespectadores Asociados de Cataluña, como mejor programa de carácter documental o divulgativo a Quèquicom.
- Premio Biocultura 2012 otorgado por la feria del mismo nombre y Vida Sana por el tratamiento riguroso de temas relacionados con el entorno.
- Finalista Premio Boheringer de Periodisme en Medicina 2012 con Georgina Pujol y Lluís De Baldomero por capítulo "Detección precoz del cáncer de colon" de Quèquicom.